# Stiuk

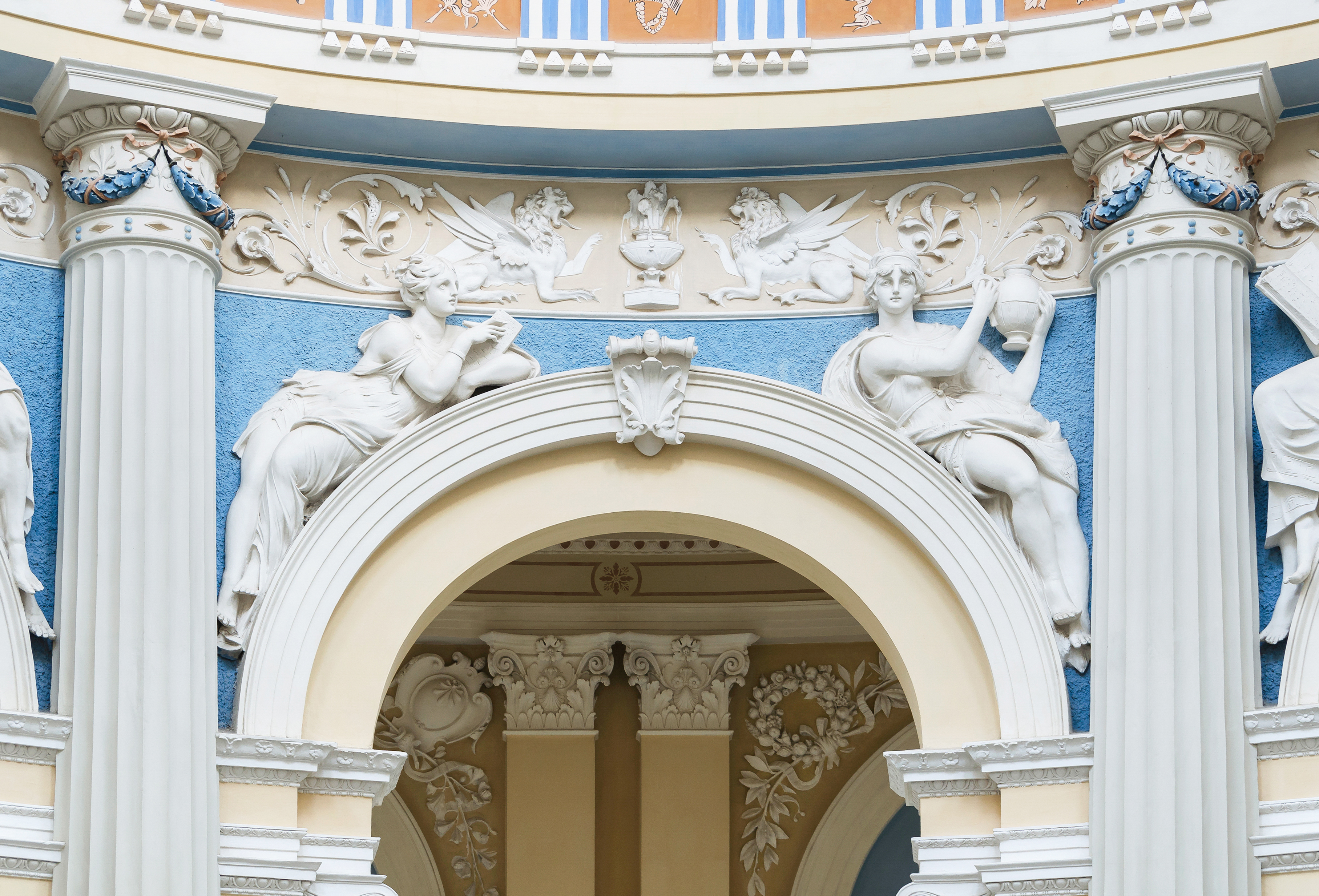
Dekoracje stiukowe w zakładzie przyrodoleczniczym „Wojciech” w Lądku-Zdroju

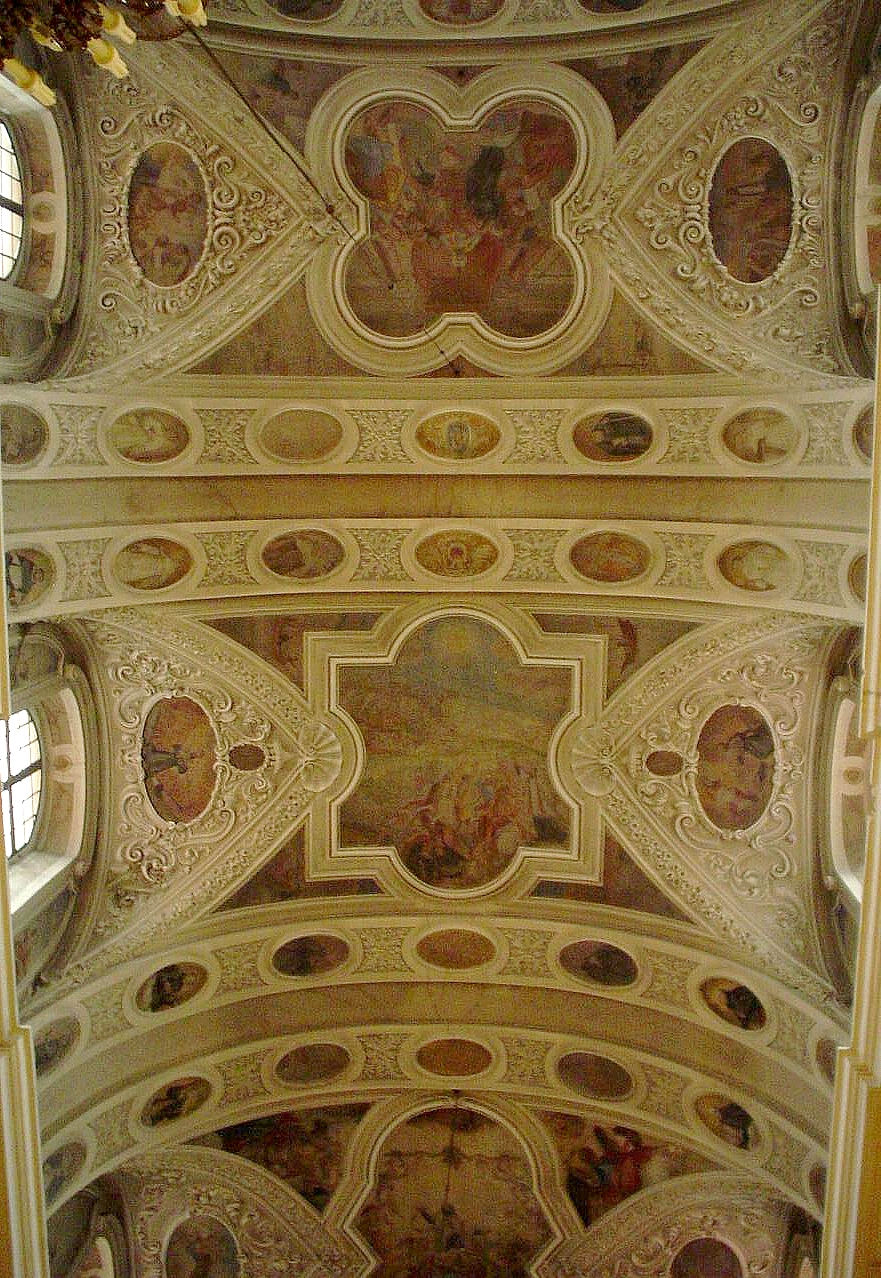
Sklepienie kościoła jezuitów, Piotrków Trybunalski, sztukaterie ramowe wokół fresków

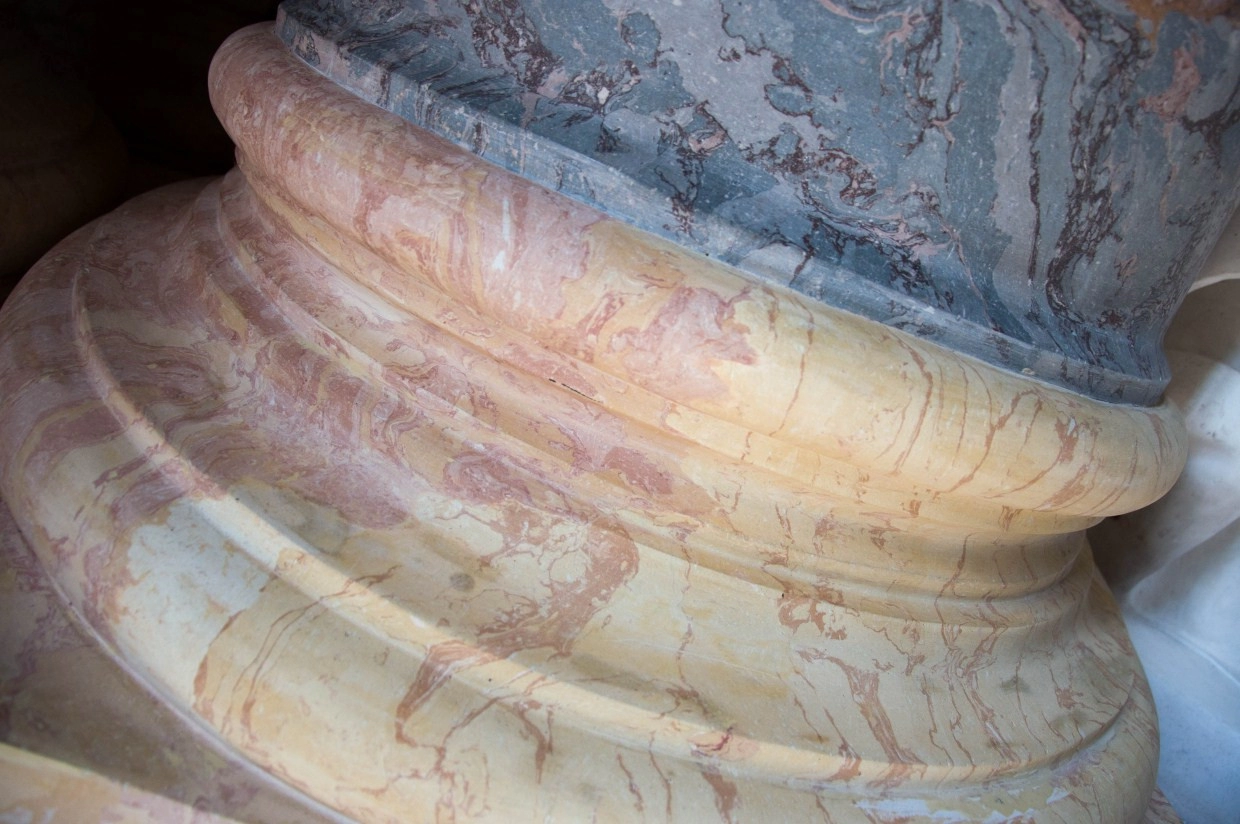
Fragment kolumny wykonanej w stiuku. Mauzoleum Piastów Świdnicko-Jaworskich w Krzeszowie.

Stiuk – należy do szlachetnych wypraw tynkarskich. Tradycyjnie występował w dwóch odmianach – stiuku wapiennego zwanego lustrzanym (stąd nazwa stucco – lustro) oraz odmiana stiuku gipsowego.
W odmianie wapiennej głównym składnikiem było długo dołowane wapno (nawet 30 lat), drobnoziarnisty piasek, niekiedy wypełniacz z pyłu marmurowego. Wymaga najwyższej jakości materiałów i staranności wykonawczej. Ze względu na grubą warstwę tynku razem z podkładem czas schnięcia sięga nawet sześciu miesięcy. Po całkowitym wyschnięciu, wstępnie wygładzoną powierzchnię nasyca się pastą woskową i poleruje miękką tkaniną. Ten rodzaj sztucznego marmuru nadaje się do zastosowań zewnętrznych.
Gipsowa odmiana stiuku składa się z gipsu, najczęściej alabastrowego, wody klejowej oraz pigmentów mineralnych. Stosowany jako dekoracyjna wyprawa elementów wnętrza budynków takich jak pilastry, kolumny i cokoły, ale też do wykonywania odlewów figuralnych w białej postaci.
Możliwość stosowania szerokiej palety barwników mineralnych sprawiła, że stiuki gipsowe stały się popularne w baroku przy realizacji bogatych form zdobniczych których wykonanie w kamieniu było niemożliwe. Wielobarwne, wzorzyste stiuki wykonane metodą intarsjowania nazywa się stiukiem scagliola. Doskonały przykład scaglioli zobaczyć można w Mauzoleum Piastów Świdnicko-Jaworskich w Krzeszowie.
Stiuki znane były w okresie starożytności (starożytny Rzym), wczesnego chrześcijaństwa, sztuce mauretańskiej, rozpowszechnione w czasach renesansu i baroku. Stanowił także podstawowy materiał w ornamentyce i architekturze Majów.
Współcześnie dostępne są stiuki produkowane w fabrykach na bazie akrylu lub wapna. Te cienkowarstwowe wyprawy nie są tak wymagające od wykonawcy. Wyglądem przypominają swoje tradycyjne wzory a wykonawcy nauczyli się tworzyć kolorowe wariacje.  